# Brave Leo
Brave Leo este un chatbot bazat pe modele lingvistice mari, dezvoltat de Brave Software și inclus cu browserul Brave pentru desktop. Lansat pe 2 noiembrie 2023, Leo utilizează modelele LLaMA 2⁠(d) de la Meta Platforms și Claude de la Anthropic⁠(d). Acesta poate sugera întrebări ulterioare și poate rezuma pagini web, PDF-uri și videoclipuri. Răspunsurile date de Leo nu sunt salvate. Leo are o versiune premium de 15 $ pe lună care permite mai multe solicitări și utilizează LLM-uri mai mari.
În noiembrie 2023, compania a declarat că versiunile pentru iOS și Android vor fi disponibile „în lunile următoare”.
PCWorld a raportat că Leo evită întrebările despre alegerile din SUA.